# Daniel Popat
Daniel Popat (* 11. April 1990 in München) ist ein deutscher Schauspieler und Regisseur.

## Leben
Popat ist indisch-afghanischer Herkunft. Sein Vater stammt aus Afghanistan, seine Mutter aus Indien. Popat wuchs mit Hindi und Sindhi als Muttersprachen auf. Nach dem Abitur 2010 entschied sich Popat ab 2011 professionell für den Schauspielerberuf.
Popat spielte seit 2005 Theater. Ab 2006 stand er in mehreren Inszenierungen auf verschiedenen Berliner Bühnen. Mehrfach trat er im Kulturhaus Spandau auf. In der Spielzeit 2008/09 spielte als Mitglied des Jungen Deutschen Theaters die Rolle des Aal in der Uraufführung des Theaterstücks Alles aus – Liebe im Hotel. 2010 war er einer der Mitbegründer des Berliner Improvisationstheaters „Die Improvisionäre“.
Von Juni 2011 (Folge 1056) bis März 2012 (Folge 1225) war er in der ARD-Fernsehserie Rote Rosen in der Rolle des Rajan Shudrak zu sehen. Er verkörperte den aus Neu-Delhi stammenden, indischen Patensohn des Ehepaars Lichtenhagen, der nach Deutschland kommt, um Medizin zu studieren. Popat gehörte zur Hauptbesetzung der Serie.
Von 2012 bis 2014 studierte Popat Schauspiel am Anton-Bruckner-Konservatorium in Linz. 2015 beendete er das Studium an der Londoner Schauspielschule „East 15 Acting School“. Ab 2017 studierte Popat szenische Filmregie an der Filmakademie Baden-Württemberg in Ludwigsburg. Sein Kurzfilm Hostel (2017) wurde 2018 beim deutschen Kurzfilmpreis mit der Goldenen Lola ausgezeichnet.
Von August 2021 bis April 2023 verkörperte Popat in der BR-Fernsehserie Dahoam is Dahoam den indischen Pfarrer Bindian Balu Burman. Die ARD-Serie All In, die Anfang 2022 erstausgestrahlt wurde, entwickelte Popat im Filmstudium. Neben der Regie übernahm er hier auch eine der beiden Hauptrollen, den aus Indien stammenden Jamu, dessen Aufenthaltserlaubnis abgelaufen ist.
Popat arbeitete gelegentlich auch als Hörspielsprecher und als Synchronsprecher. Er lebt in Berlin.

## Filmografie (Auswahl)
- 2010: Alles aus Liebe (Kurzfilm)
- 2010: Little Rabbit (Kurzfilm)
- 2011: Männerherzen … und die ganz ganz große Liebe (Kinofilm)
- 2011–2012: Rote Rosen (Fernsehserie, Hauptcast als Rajan)
- 2012: Mich gibt’s nur zweimal (Fernsehfilm)
- 2013: Der Lehrer: Elektroschocker, Pfefferspray und ein SEK vor der Tür (Fernsehserie, eine Folge)
- 2014: Alles Verbrecher: Eiskalte Liebe (Fernsehfilm)
- 2014: Brezeln für den Pott (Fernsehfilm)
- 2017: Hostel (Kurzfilm, Regie)
- 2021: In aller Freundschaft – Die jungen Ärzte: Bauchgefühl (Fernsehserie, eine Folge)
- 2021: Bring mich nach Hause (Fernsehfilm)
- 2021–2023: Dahoam is Dahoam (Fernsehserie, Serienrolle)
- 2021: All in (Fernsehserie, auch Regie)
- 2022: Stumm vor Schreck (auch Regie)
- 2024: Die Rosenheim-Cops: Totholz (Fernsehserie, eine Folge)